# Chris Anderson (ondernemer)

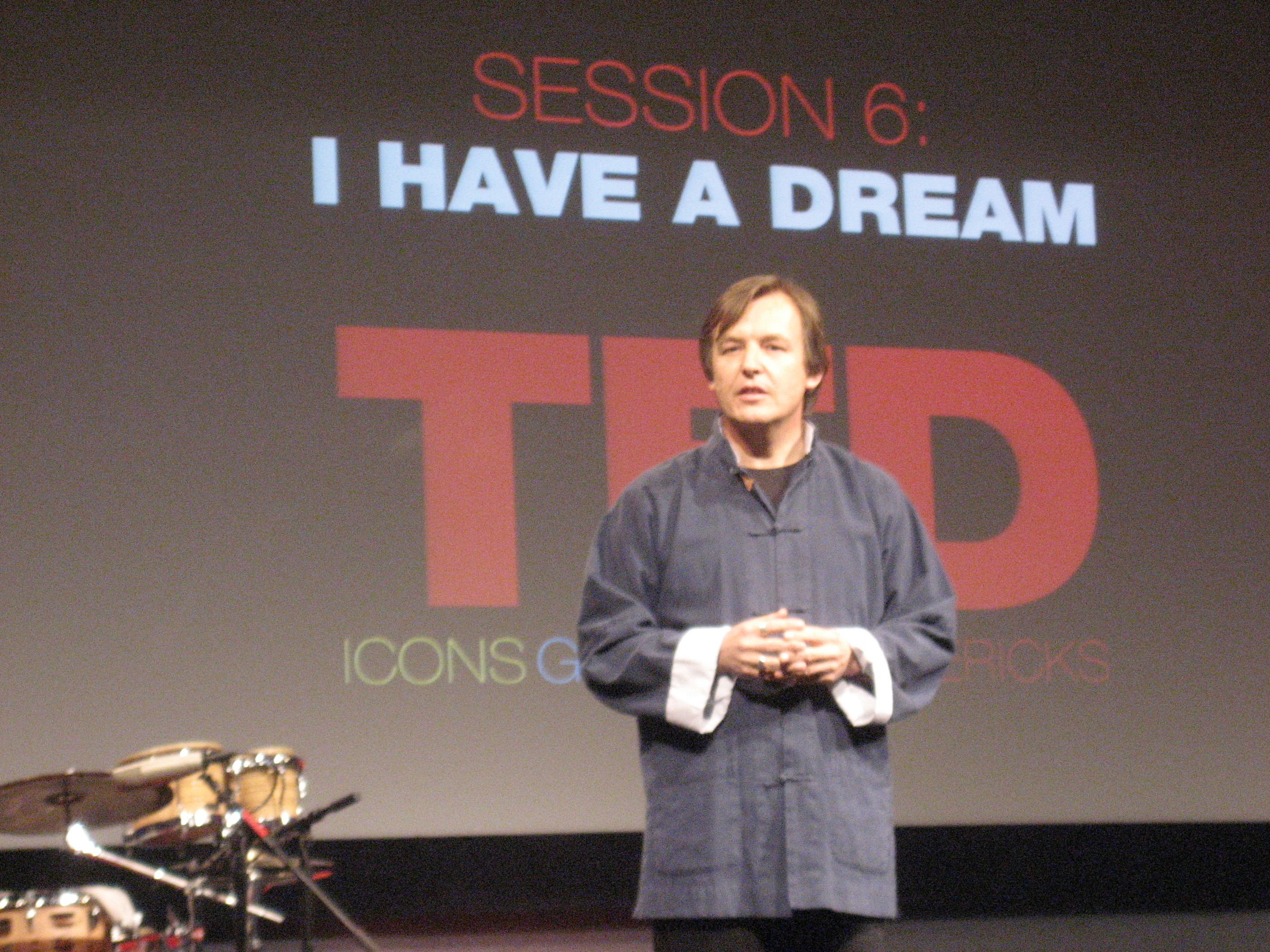
Chris Anderson 2007

Chris Anderson (1957) is curator van de jaarlijkse, oorspronkelijke TED-conferentie in Californië en voornaamste kracht achter de enorme schaalvergroting die TED vanaf grofweg 2005 heeft doorgemaakt. De voormalig tijdschriftenuitgever (Future plc, Groot-Brittannië en Imagine Media, VS) is eigenaar van de Sapling Foundation, die in 2001 TED ('Technology, Entertainment, Design') overnam.

## Leven en carrière
Anderson werd in 1957 in Pakistan geboren als een van de drie kinderen van medische missionarissen. Hij bracht zijn jeugd grotendeels door in Pakistan, India en Afghanistan. Hij ging naar een kostschool (Woodstock School) in het Indiase Himalayagebergte en later naar een kostschool in Bath, Groot-Brittannië. Hij studeerde in 1978 af in de wijsbegeerte aan de Universiteit van Oxford en ging werken als journalist.

### Future Publishing
Na enkele jaren voor kranten en radiostations te hebben gewerkt, raakte hij gefascineerd door de eerste 'home computers'. Hij werkte als redacteur voor Personal Computer Games en vervolgens voor Zzap!64, beide vroege computertijdschriften. In 1985 lanceerde hij een uitgeverij voor computer-hobbybladen, Future plc, in Somerton (later Bath), Groot-Brittannië. Het motto van het bedrijf was "Media with passion". De bladen werden gemaakt door mensen die zelf fervente hobbyisten waren, waardoor nieuwe trends reeds vroeg gespot werden.
De eerste jaren ging het niet voor de wind. Enkele maanden na de lancering van Future nam Anderson de gok om te pionieren met software (in cassettevorm) op de omslag, in een poging meer omzet te genereren. Deze in die tijd ongebruikelijke zet had het jonge bedrijf fataal kunnen worden, maar het bleek inderdaad zowel de oplage als de verkoopprijs te verdubbelen en hield hem op de been. In 1988 was het blad Advance Computer Entertainment was het eerste Britse tijdschrift dat (met veel moeite) gemaakt werd via desktoppublishing op Apple Macintoshes. Een jaar later werd het gekocht voor £1 miljoen, wat Anderson het nodige kapitaal gaf voor uitbreiding in andere gebieden, met hobbybladen als Total Film, Total guitar, Mountain Biking UK en Classic CD.

### Imagine Media
In 1994 verkocht Anderson zijn bedrijf aan Pearson voor £52,7 miljoen en verhuisde naar San Francisco waar hij Imagine Media startte, uitgeverij van o.a. Business 2.0. In 1998 kocht hij Future weer terug voor £142 miljoen en combineerde het met een aantal andere uitgeverijen waaronder Imagine Media. In 1999 ging het bedrijf naar de beurs. In de hoogtijdagen van Future Publishing gaf het meer dan 100 maandbladen uit en had het 2000 mensen in dienst.

### The Sapling Foundation
In 1996 riep Chris Anderson zijn stichting The Sapling Foundation in leven. Het doel van de stichting is "het bevorderen van de verspreiding van geweldige ideeën" ("to foster the spread of great ideas").

## TED
In 2001 werd Andersons stichting 'The Sapling Foundation' eigenaar van TED. In een eigen TEDTalk in 2002 lichtte hij zijn motivatie en zijn visie op TED toe. Wurman trad na deze conferentie, op 65-jarige leeftijd, terug als curator en Anderson nam het van hem over. Onder zijn leiding werd er in 2006 de TED website gelanceerd die het fenomeen bij een groter publiek bekend maakte. Om het motto van de conferentie, "Ideas worth spreading" (ideeën die het waard zijn om verspreid te worden), kracht bij te zetten werd begin 2009 de TEDx licentie in het leven geroepen. Deze stelt licentiehouders in staat onafhankelijk een conferentie te organiseren in dezelfde stijl.

## Familie
Chris Anderson is getrouwd met Jacqueline Novogratz, oprichter en directeur van Acumen Fund, een durfkapitaalfonds dat sociale ondernemingen ondersteunt. Hij heeft drie dochters.

## Prijzen
Op 26 april 2012 kreeg Chris Anderson in New York de prestigieuze Edison Achievement Award uitgereikt.